# Boeotarcha coemaroalis
Boeotarcha coemaroalis là một loài bướm đêm trong họ Crambidae.